# Корнилий Палеостровский
Корни́лий Палеостро́вский Олонецкий (2-я половина XIV в. — 1420) — святой Русской православной церкви, преподобный, основатель Палеостровского Рождественского монастыря. День памяти — 19 мая (1 июня).

## Биография
В юности, оставив родной город, Корнилий странствовал по монастырям и пустыням, по преданиям, некоторое время жил в Валаамском монастыре. В конце XIV века стал основателем иноческого жития на острове Палей в Толвуйской губе Онежского озера. Жил в природной каменной келье-пещере, пребывая в посте и молитве, носил на себе тяжёлые железные вериги.
Постепенно образовалась обитель, был построен храм в честь Рождества Пресвятой Богородицы, колокольня и две церкви — Никольская и Ильинская.
Около 1420 года совершилось преставление преподобного Корнилия в своей келье-пещере. Мощи его были перенесены в храм Рождества Пресвятой Богородицы учеником его Авраамием Палеостровским. Вскоре от его святых мощей стали совершаться чудеса, исцеления больных.